# فاني هورست
فاني هورست (بالإنجليزية: Fannie Hurst)‏ (18 أكتوبر 1889، هاملتن في الولايات المتحدة - 23 فبراير 1968، نيويورك في الولايات المتحدة)؛ كاتِبة، سيناريست وروائية أمريكية. درست في جامعة واشنطن في سانت لويس.

## روابط خارجية
- فاني هورست على موقع IMDb (الإنجليزية)
- فاني هورست على موقع الموسوعة البريطانية (الإنجليزية)
- فاني هورست على موقع ألو سيني (الفرنسية)
- فاني هورست على موقع أول موفي (الإنجليزية)
- فاني هورست على موقع قاعدة بيانات برودواي على الإنترنت (الإنجليزية)
- فاني هورست على موقع قاعدة بيانات الأفلام السويدية (السويدية)
- فاني هورست على موقع ديسكوغز (الإنجليزية)
- فاني هورست على موقع قاعدة بيانات الفيلم (الإنجليزية)
- فاني هورست على موقع كينوبويسك (الروسية)